# A Republikanska futbolna grupa 1976-1977
L'edizione 1976-77 della A PFG vide la vittoria finale del Levski-Spartak Sofia, che conquista il suo tredicesimo titolo.
Capocannoniere del torneo fu Pavel Panov del Levski-Spartak Sofia con 20 reti.

## Classifica finale
|    | Classifica                         | G  | V  | N  | P  | GF | GS | Dif | Pt |
| -- | ---------------------------------- | -- | -- | -- | -- | -- | -- | --- | -- |
| 1  | Levski-Spartak Sofia (CB)          | 30 | 17 | 9  | 4  | 73 | 34 | +39 | 43 |
| 2  | CSKA Septemvriysko zname Sofia (C) | 30 | 14 | 11 | 5  | 45 | 27 | +18 | 39 |
| 3  | Marek Stanke Dimitrov (N)          | 30 | 15 | 8  | 7  | 43 | 28 | +15 | 38 |
| 4  | Slavia Sofia                       | 30 | 14 | 9  | 7  | 52 | 36 | +16 | 37 |
| 5  | Botev Vraca                        | 30 | 12 | 7  | 11 | 31 | 35 | -4  | 31 |
| 6  | Pirin Blagoevgrad                  | 30 | 11 | 9  | 10 | 26 | 30 | -4  | 31 |
| 7  | Lokomotiv Sofia                    | 30 | 9  | 12 | 9  | 42 | 40 | +2  | 30 |
| 8  | Lokomotiv Plovdiv                  | 30 | 10 | 10 | 10 | 32 | 31 | +1  | 30 |
| 9  | Beroe Stara Zagora                 | 30 | 10 | 9  | 11 | 38 | 51 | -13 | 29 |
| 10 | Sliven                             | 30 | 10 | 8  | 12 | 41 | 46 | -5  | 28 |
| 11 | Trakia Plovdiv                     | 30 | 7  | 13 | 10 | 36 | 40 | -4  | 27 |
| 12 | Akademik Sofia                     | 30 | 7  | 12 | 11 | 25 | 30 | -5  | 26 |
| 13 | Akademik Svishtov (N)              | 30 | 9  | 8  | 13 | 32 | 45 | -13 | 26 |
| 14 | ZhSK-Spartak Varna                 | 30 | 7  | 10 | 13 | 37 | 42 | -5  | 24 |
| 15 | Minyor Pernik                      | 30 | 7  | 9  | 14 | 34 | 43 | -9  | 23 |
| 16 | Dunav Ruse                         | 30 | 5  | 8  | 17 | 22 | 51 | -29 | 18 |

- (C) Campione nella stagione precedente
- (N) squadra neopromossa
- (CB) vince la Coppa nazionale

### Verdetti
- Levski-Spartak Sofia Campione di Bulgaria 1976-77.
- Minyor Pernik e Dunav Ruse retrocesse in B PFG.

### Qualificazioni alle Coppe europee
- Coppa dei Campioni 1977-1978: Levski-Spartak Sofia qualificato.
- Coppa UEFA 1977-1978: CSKA Septemvriysko zname Sofia e Marek Stanke Dimitrov qualificate.